# 里夫斯半島
77°24′S 152°20′W / 77.400°S 152.333°W
里夫斯半島（英語：Reeves Peninsula），是南極洲的半島，位於瑪麗伯德地的愛德華七世地北部，從多爾頓冰川和格里冰川延伸至蘇茲貝格灣，美國地質調查局根據測量和該國海軍的空中照片繪入地圖，現時由南極條約體系管理。